# Céu da Boca
"Céu da Boca" é uma canção composta por Ronaldo Marcell e famosa pela banda Frutos Tropicais nos anos 80. Em 2004, a cantora brasileira Ivete Sangalo regravou a canção com o cantor compatriota, Gilberto Gil, para seu primeiro álbum ao vivo, MTV ao Vivo (2004). A canção foi lançada como terceiro e último single do álbum em dezembro de 2004.
Musicalmente, "Céu da Boca", contém fortes influências de cúmbia e merengue. A canção recebeu críticas mistas, com alguns críticos considerando "Céu da Boca" maliciosa, devido a frase "chupa toda". A canção foi um sucesso nas paradas, sendo o ringtone mais baixado no carnaval de Salvador em 2005, além de ter alcançado a posição de número 2 nas paradas de sucesso, sendo seu terceiro single a alcançar o Top 3 nas paradas de sucesso.

## Antecedentes e lançamento
Em agosto de 2003, Sangalo lançou seu quarto álbum de estúdio, Clube Carnavalesco Inocentes em Progresso. Antes mesmo de gravar o álbum, Sangalo recebeu um convite da MTV para gravar um disco ao vivo, mas recusou. "Cheguei à conclusão de que deveria esperar mais um pouco. A Banda Eva já tinha um disco ao vivo, e eu acho que ainda preciso construir uma carreira consistente para formar um repertório que tenha uma história e justifique um disco ao vivo. Acho que todo disco deve ter um romantismo. Mas ainda tenho grandes planos com a MTV pela frente" disse à cantora.
Meses após o lançamento do álbum, Sangalo aceitou o convite da MTV, alegando que, "Foi difícil resistir ao convite por causa dos pedidos do público. Juntamos a oportunidade aos pedidos dos fãs e realizamos o ao vivo." Numa entrevista, a cantora explicou; "Eu ainda não tinha uma estrutura de show para um projeto desse porte. Se era para fazer um 'MTV Ao Vivo', tinha que ser bem-feito", garantindo que não previa o sucesso que faria a música "Sorte Grande". Após o sucesso dos singles "Flor do Reggae" e "Faz Tempo", "Céu da Boca" foi lançada como o terceiro e último single do álbum em dezembro de 2004.

## Composição e recepção
"Céu da Boca" foi escrita por Ronaldo Marcell e gravada pela banda de lambada, Frutos Tropicais, nos anos 80. A versão de Sangalo, contém fortes influências de cúmbia e merengue e é cantada em dueto com o cantor brasileiro Gilberto Gil, gravada para o primeiro álbum ao vivo da cantora, MTV ao Vivo, lançado em 2004. Uma versão solo da canção foi gravada por Sangalo no seu segundo álbum ao vivo, Multishow ao Vivo: Ivete no Maracanã, de 2007.
A canção tem duplo sentido e foi considerada "maliciosa" pelo crítico Mauro Ferreira da ISTOÉ Gente, por apresentar a letra, "eu vou enfiar uva no céu da sua boca, e aí, chupa toda, disse toda." Já o site Universo Musical disse que a participação de Gil, "não acrescenta muito".

### Certificações
| Região — Associação        | Certificação | Vendas   |
| -------------------------- | ------------ | -------- |
| Brasil (Pro-Música Brasil) | Ouro         | 100.000+ |